# Centruroides meisei
Espèce
Synonymes
- Centruroides elegans meisei Hoffmann, 1939

Centruroides meisei est une espèce de scorpions de la famille des Buthidae.

## Distribution
Cette espèce est endémique du Guerrero au Mexique. Elle se rencontre vers Acapulco.

## Systématique et taxinomie
Cette espèce a été décrite sous le protonyme Centruroides elegans meisei par Hoffmann en 1939. Elle est élevée au rang d'espèce par Armas et Martín-Frías en 1999.

## Étymologie
Cette espèce est nommée en l'honneur de Wilhelm Meise.

## Publication originale
- Hoffmann, 1939 : « Nuevas consideraciones acerca de los alacranes de Mexico. » Anales del Instituto de Biología Universidad Nacional Autónoma de México, vol. 9, p. 317-337.